# 百图里
百图里（英語：Centuri），前身为Allied Leisure ，是一家美国街机游戏厂商。其公司总部位于佛罗里达州海厄利亚，是1980年代初期美国投币式街机电子游戏机的六大供应商之一。现在的百图里是前太东总裁Ed Miller和他的合伙人Bill Olliges接管Allied Leisure后成立的。他们于1980年将公司更名为「百图里」。
许多以「百图里」的品牌在美国销售的电子游戏机都是从海外制造商获得许可的，尤其是科乐美等日本开发商。Allied Leisure之前还生产内部开发的弹球台游戏机以及机电游戏。该公司的副总裁是Joel Hochberg，他在1976年至1982年间曾担任该职位，在那之后他继续为Rare工作。
百图里与科乐美的关系密切。科乐美在1980年代初期将其游戏在北美地区的版权授权给百图里。这使得科乐美在1983年收购了百图里5%的股份，科乐美的创始人Kagemasa Kōzuki宣布他将成为百图里的董事长。百图里于1985年1月宣布他们停止了电子游戏业务。

## 游戏列表
Allied Leisure和百图里曾在美国发行了以下街机游戏：

### Allied Leisure时期发布的弹球台游戏机和机电游戏（1969——1979)
- Monkey Bizz（于1969年发布）
- Unscramble（于1969年发布）
- Wild Cycle（于1970年发布）
- Sea Hunt（于1972年发布）
- Spooksville（于1972年发布）
- Crack Shot (于1972年发布)
- 蒙特卡洛 (于1973年发布)
- Chopper (于1974年发布)
- Super Shifter (于1974年发布)
- F-114 (于1975年发布)
- Dyn O' Mite (于1975年发布，固件版弹球台游戏机)
- Daytona 500 (于1976年发布)
- Take Five (于1978年发布，鸡尾酒式弹球台游戏机)
- Clay Champ (于1979年发布，南梦宫授权发行)
- Star Shooter (于1979年发布，鸡尾酒式弹球台游戏机)

### Allied Leisure时期发布的街机电子游戏机（1973——1979）
- Paddle Battle (于1973年发行)，一种乓式游戏机
- 超统构足球 (于1973年发行) ，一款乓式游戏机，曾售出5000个街机柜，位列1973年最畅销街机视频游戏前5名[4]。
- Tennis Tourney（于1973年发行），一款乓式游戏机，曾售出5000个街机柜，位列1973年最畅销街机电子游戏前5名[4]。
- Fire Power (arcade game)（于1975年发行）
- Bomac（1976年发行）
- Chase (arcade game)（于1976年发行）
- Battle Station（于1977年发行）
- Battlestar (arcade game)（于1979年,未发行）
- Lunar Invasion（1979年，未发行）
- Space Bug（1979年，未发行)
- Clay Shoot（于1979年发行，Clay Champ的电子游戏版）

### 百图里时期发布的街机电子游戏机（1980——1984）
- Rip-Off（于1980年发行，获得Cinematronics许可的彩色鸡尾酒版）
- Targ（于1980年发行，从Exidy获得许可的鸡尾酒版本）
- 鵰（于1980年发行，由日本物产开发为Moon Cresta）
- Killer Comet（于1980年发行，内部开发；授权给Game Plan）
- Megatack（于1980年发行，内部开发；授权给Game Plan）
- 不死鸟（于1980年发行，由Hiraoka或TPN等“规模较小的日本开发商”[1]开发），[5]授权方：Hiraoka [5]及Amstar Electronics
- 公路追击16（于1981年发行，由Sun电子开发，授权人：特库摩）
- 昴星团（于1981年发行，由特库摩开发）
- Round-Up（于1981年发行，由太东[5]和Hiraoka开发）；许可方：Hiraoka & Co. [6]
- The Pit（于1981年发行，由AW Electronics开发）；授权人：Zilec
- Vanguard（于1981发行，由东星软件开发）；许可方：SNK)
- Challenger （于1981发行，内部开发）
- D-Day （于1982年发行，由Olympia开发）
- Locomotion（于1982年发行，由科乐美开发）
- 競技游泳（于1982年发行，由特库摩开发）
- 时空领航员（于1982；由科乐美开发）
- Tunnel Hunt（于1982；由雅达利开发）[7]
- Aztarac（于1983年，内部开发）
- Gyruss（于1983年，由Konami开发）
- Guzzler（于1983年，由Tehkan开发）
- 金牌奥运会（于1983年，由Konami开发）
- Munch Mobile（于1983，由SNK开发）
- 马戏团（于1984年，由Konami开发）
- 超级运动会（于1984年，由Konami开发）
- Mikie:High School Graffiti（于1984，由Konami开发）
- 惡地（于1984，由Konami开发）